# Abba Eban
Abba Ebanⓘ (Ewan) hebr. אבא אבן,  ur. jako Aubrey Solomon Eban (ur. 2 lutego 1915 w Kapsztadzie, zm. 17 listopada 2002) – izraelski dyplomata i polityk, wicepremier, w latach 1960–1963 minister edukacji, w latach 1966–1974 minister spraw zagranicznych.

## Życiorys
Urodził się jako Aubrey Solomon Eban w Kapsztadzie w Południowej Afryce, przeprowadził się do Wielkiej Brytanii we wczesnym dzieciństwie. Uczył się w St. Olave’s Grammar School, a potem był wyróżniającym się studentem Queens’ College na Uniwersytecie Cambridge. Następnie prowadził zajęcia z języka arabskiego na Pembroke College w latach 1938–1940. Służył w armii brytyjskiej w czasie II wojny światowej, dochodząc do stopnia majora. Był także oficerem łącznikowym, odpowiedzialnym za kontakty aliantów z żydowską społecznością w Palestynie (jiszuw), gdzie pozostał po wojnie.
Pozostając w Izraelu, zmienił swe imię na brzmiące bardziej hebrajsko – Abba. Był pierwszym reprezentantem Państwa Izrael w ONZ, gdzie odniósł sukces, uzyskując zgodę Narodów Zjednoczonych na podział Palestyny na część żydowską i arabską (Rezolucja 181). Jednocześnie był ambasadorem w USA. Jego umiejętności oratorskie, z których był znany, a także biegła znajomość dziesięciu języków zapewniły poparcie dla Izraela kilku niezdecydowanych krajów (choć większość była mu niechętna lub nawet wroga). W 1952 został wybrany na wiceprzewodniczącego Zgromadzenia Ogólnego NZ.
W 1959 opuścił USA i powrócił do Izraela, gdzie został wybrany do Knesetu z listy partii Mapai. W dziewiątymi dziesiątym rządzie premiera Dawida Ben Guriona pełnił stanowisko ministra edukacji i kultury od 1960 do 1963, potem został wiceministrem w rządzie Lewiego Eszkola. W latach 1959–1966 był także prezesem Instytutu Weizmana w Rechowot.
W latach 1966–1974 sprawował urząd ministra spraw zagranicznych, bronił opinii o Izraelu po wojnie sześciodniowej. Był zdecydowanym zwolennikiem zwrotu Arabom terytoriów wówczas zagarniętych w zamian za pokój. Krytykowano go za to, że nie wyrażał otwarcie swoich poglądów w izraelskiej debacie publicznej.
Jego komentarz: „Palestyńczycy nigdy nie przeoczą szansy, by zmarnować szansę [na pokój]” wypowiedziany po rozmowach pokojowych w Genewie w 1973 często cytowano.
Na skutek rozłamów w Partii Pracy, której był członkiem, utracił w 1988 miejsce w parlamencie. Resztę życia poświęcił na pisanie i prowadzenie wykładów, m.in. na uniwersytecie Princeton i Columbia. Był także narratorem w kilku telewizyjnych filmach dokumentalnych opowiadających o historii Izraela.
W 2001 otrzymał najwyższą nagrodę państwową Państwa Izrael.
Zmarł w 2002, został pochowany w Kefar Szemarjahu, na północ od Tel Awiwu.

## Życie prywatne
Jego syn Eli, jest światowej sławy klarnecistą, a kuzyn – Oliver Sacks – znanym neurologiem.

## Publikacje
- Voice of Israel (1957),
- The tide of nationalism (1959),
- My People – The Story Of The Jews (1968),
- My Country: The Story Of Modern Israel (1972),
- Abba Eban: An Autobiography (1977),
- The New Diplomacy: International Affairs in the Modern Age (1983),
- Heritage: Civilization and the Jews (1984),
- Israel: The First Forty Years (1987),
- Personal Witness, Israel through My Eyes (1992)